# Lessons for Children
Lessons for Children (Lecciones para niños) es una serie de cuatro libros adaptados para niños escritos por la prominente poetisa y ensayista británica del siglo XVIII Anna Laetitia Barbauld. Publicados en 1778 y 1779, los libros iniciaron una revolución en la literatura infantil del mundo anglo-americano. Por primera vez, se consideró seriamente la necesidad de que los niños fuesen lectores: los textos de tipografía simple fueron progresando en dificultad a medida que el niño iba aprendiendo. Siendo tal vez la primera demostración de pedagogía experiencial, los libros de Barbauld usaron un estilo de diálogo en el que participan una madre y su hijo discutiendo sobre el mundo natural. Basados en las teorías educativas de John Locke, los libros de Barbauld enfatizan el aprendizaje mediante los sentidos.
Una de las principales moralejas de las lecciones de Barbauld es que los individuos son parte de una comunidad; en esto pasó a ser parte de la tradición de la literatura femenina, que enfatizó las conexiones entre la sociedad. Charles, el protagonista de los textos, explora su relación con la naturaleza, con los animales, con las personas y finalmente con Dios.
Lessons tuvo un efecto significativo en el desarrollo de la literatura infantil en Gran Bretaña y en Estados Unidos. Maria Edgeworth, Sarah Trimmer, Jane Taylor y Ellenor Fenn, por nombrar solo algunos de los más reconocidos, decidieron especializarse en literatura infantil después de leer Lessons, y sus obras dominaron la literatura infantil durante varias generaciones. Lessons fue reimpreso durante más de un siglo. Sin embargo, debido a la desatención hacia las obras educativas ocurrida poco después, y al relativamente escaso reconocimiento hacia Barbauld, Trimmer y otros escritores contemporáneos del Romanticismo, Lessons ha sido estudiado en muy pocas ocasiones por los historiadores. De hecho, fue analizado en profundidad por primera vez durante la década de 1990.

## Publicación, estructura y teoría pedagógica

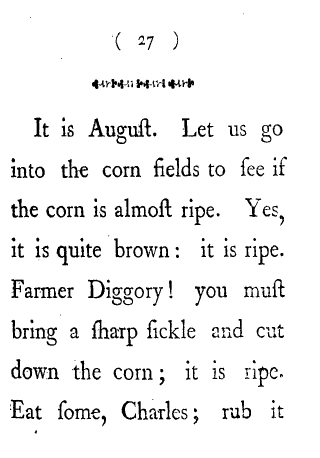
Una página de Lessons for Children, part 2, the first part for children of three (edición de Dublín de 1779); con la tipografía de letras grandes y espacios amplios.

### Publicación y estructura
Lessons narra la historia de una madre y su hijo. Probablemente, varias de las lecciones se inspiraron en las experiencias de Barbauld al enseñarle a su propio hijo adoptado, su sobrino Charles, ya que los eventos del libro se correlacionan con su edad y su crecimiento. Aunque no se conserven primeras ediciones de los libros que aún existan, la historiadora especializada en literatura infantil Mitzi Myers reconstruyó las probables fechas de las primeras publicaciones mediante las cartas de Barbauld y las primeras reseñas de los libros: Lessons for Children of two to three (1778); Lessons for Children of three, part I (1778); Lessons for Children of three, part II (1778); y Lessons for Children of three to four (1779). Después de su primera publicación, la serie pasó a publicarse en un volumen único.
Barbauld demandó que sus libros fuesen impresos con letra grande y márgenes amplios, para que los niños pudiesen leerlos con facilidad; fue una de las "pioneras" en esta práctica, según el historiador William McCarthy, y "casi seguro quien popularizó este estilo". En su historia de la literatura infantil en The Guardian of Education (1802–1806), Sarah Trimmer notó estas innovaciones, además del uso de papel de buena calidad y los espacios amplios entre las palabras. Mientras que facilitaban la lectura, estos cambios de producción también elevaban el costo de los libros a un precio demasiado alto para los niños de menores recursos; por lo tanto, los libros de Barbauld ayudaron a crear un estilo distintivamente estético solo en los libros para niños pertenecientes a la clase media.
Los textos de Barbauld fueron diseñados para el lector en desarrollo, comenzando con palabras de una sola sílaba y progresando con vocablos cada vez más complicados. La primera parte de Lessons incluye frases simples como: "La tinta es negra, y los zapatos de papá son negros. El papel es blanco, y la ropa de Charles es blanca". La segunda parte incrementa la dificultad del libro: "Febrero también es muy frío, pero los días son muy largos, el azafrán amarillo crece, los árboles florecen, y pequeños copos de nieve caen sobre sus pequeñas cabezas".
Barbauld también "deja de escribir para los lectores muy jóvenes introduciendo detalles en la historia, o en la narrativa, introduciendo poco a poco su primera historia propiamente dicha": el narrador le explica la idea de las "secuencias" a Charles, e implícitamente al lector, antes de contarle una historia. Por ejemplo, los días de la semana se explican antes del viaje de Charles a Francia.

### Teoría pedagógica
Lessons enfatiza el valor de todos los tipos de lenguaje y alfabetización; no solo les enseña a leer a los niños sino que también los ayuda a adquirir la habilidad de entender las metáforas y las analogías. El cuarto volumen en particular adopta el pensamiento poético y como señala McCarthy, incluye un pasaje sobre la luna del poema de Barbauld "A Summer Evening's Meditation":
| Lessons for Children |  | "A Summer Evening's Meditation" |
| --- |  | --- |
| La luna dice mi nombre es Luna; brillo para darte luz en la noche cuando el sol se esconde. Soy muy hermosa y blanca como la plata. Debes mirarme siempre, ya que no voy a encandilarte, y nunca te quemaré. Soy suave y tierna. Incluso permito que brillen las cosas que permanecen oscuras durante el día. Las estrellas resplandecen a mi alrededor, pero soy más grande y más brillante que las estrellas, y parezco una enorme perla entre muchos diamantes pequeños y resplandecientes. Cuando estás dormido brillo a través de tus cortinas con mi tierna sonrisa, y digo 'Duerme, pobre niñito cansado, no te molestaré'. |  | Una lengua en cada estrella que habla con el hombre, Y lo corteja sabiamente; no habla en vano: Esta noche sin poder es el mediodía del pensamiento, Y la sabiduría comparte su cenit con las estrellas. A estas horas el alma autosuficiente Mira hacia adentro, y contempla a un extraño allí De alta descendencia, y mayor que un mortal; Un DIOS; una chispa de fuego divino, Que debe arder por años, cuando el sol, (¡Justa criatura diurna!) Haya cerrado su ojo dorado, y se haya envuelto en sombras Olvidando su viaje hacia el este. (líneas 49–60) |

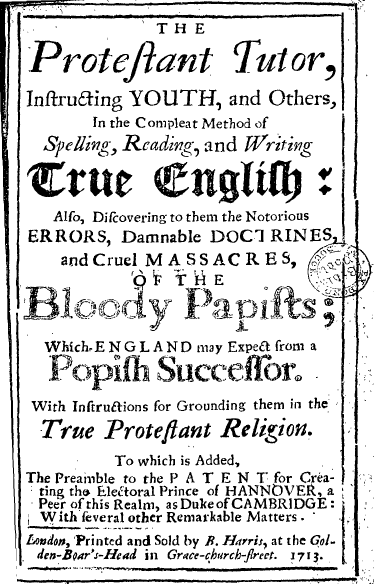
Protestant Tutor, de Benjamin Harris. El estilo tipográfico de los predecesores de Barbauld contrastan son sus márgenes amplios y letras grandes en Lessons for Children.

Barbauld también desarrolló un estilo particular que dominaría la literatura infantil de Gran Bretaña y de los Estados Unidos por una generación: "el diálogo informal entre madre e hijo", un estilo de conversación que enfatizó la comunicación lingüística. Lessons comienza monopolizando la voz de la madre pero lentamente, con el transcurso de los volúmenes, la voz de Charles se escucha cada vez más a medida que va ganando confianza en su propia habilidad de leer y hablar. Este estilo fue una crítica implícita a la pedagogía de finales del siglo XVIII, la cual solía emplear el aprendizaje de memoria.
Lessons también ilustra el compromiso de la madre y el hijo en las actividades cotidianas tomando paseos por la naturaleza. Mediante estas actividades, la madre le enseña a Charles a reconocer el mundo que le rodea y a explorarlo. Esto, también, fue un desafío a la pedagogía ortodoxa de la época, la cual no apoyaba el aprendizaje experiencial. La madre le muestra a Charles las estaciones del año, las partes del día, y los diferentes minerales mostrándoselos directamente en lugar de describírselos y hacerle recitar las descripciones. Charles aprende los principios de "botánica, zoología, los números, el cambio de estado de la materia, el sistema monetario, el calendario, geografía, meteorología, agricultura, economía política, geología y astronomía". También hace preguntas sobre todos los temas, haciendo dinámico el proceso de aprendizaje.
Las obras pedagógicas de Barbauld se basaron fundamentalmente en la obra de John Locke Some Thoughts Concerning Education (1693), el tratado pedagógico más influyente en la Gran Bretaña del siglo XVIII. Relacionando las obras de Barbauld con la teoría de Locke de la asociación de las ideas, la cual remarcó en Some Thoughts, el filósofo David Hartley remarca la psicología presente en las obras de Barbauld (quien había leído la redacción de Joseph Priestley sobre ello) y las que fueron influenciadas por las mismas. Por primera vez, los especialistas en educación la analizaron según los términos de la psicología en desarrollo. Como resultado, Barbauld y las mujeres escritoras a las que influenció produjeron los primeros textos cuya complejidad crece paulatinamente y el primer tipo de literatura diseñado para una edad específica.

## Temáticas

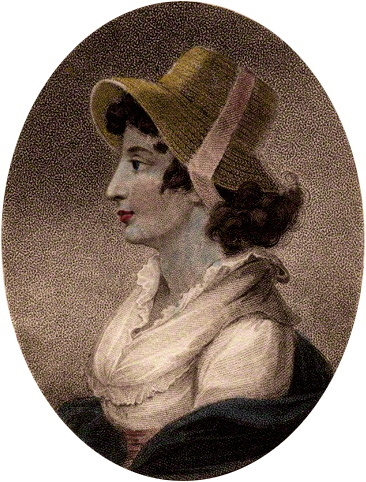
Retrato realizado por John Chapman de Barbauld (1798).

Lessons no solo ayuda a los niños a aprender a leer, "también le presenta al lector los elementos de la sociedad, los sistemas y las estructuras conceptuales, les inculca la ética y los alienta a desarrollar cierto grado de sensibilidad". Uno de los principales objetivos de los libros es demostrar que Charles es superior a los animales que encuentra, ya que puede hablar y razonar, es mejor que ellos. Lessons for Children, of Three Years Old, part 2 comienza diciendo:

¿Sabes por qué eres mejor que Puss? Puss puede jugar tan bien como tú; y Puss puede beber leche, y yacer sobre la alfombra; y puede correr tan rápido como tú, y más rápido si quiere, lo cual es un gran logro; puede treparse mejor a los árboles; y puede atrapar ratones, algo que tú no puedes hacer. Pero, ¿puede hablar? No. ¿Sabe leer? No. Esa es la razón por la que eres mejor que ella: porque puedes hablar y leer.

Andrew O'Malley escribe en su estudio de la literatura infantil del siglo XVIII, "ayudando a los animales, Charles finalmente hace una transición pasando a realizar pequeños actos de caridad para los niños pobres que encuentra". Charles aprende a preocuparse por los demás seres humanos mediante su relación con los animales. Lessons no es, por lo tanto, romántico en el estilo tradicional; no hace demasiado hincapié en los individuos. Como lo explica McCarthy, "todo ser humano necesita a otro ser humano para vivir. Los humanos son entidades comunales".
Lessons fue escrito probablemente para ser publicado junto al libro de Barbauld Hymns in Prose for Children (1781), ya que ambos fueron escritos para Charles. Como explica F. J. Harvey Darton, uno de los primeros historiadores especializados en literatura infantil, "tienen el mismo ideal, por un lado apoyado por Rousseau, por el otro completamente rechazado por él: la creencia de que un niño debe contemplar constantemente la naturaleza, y la convicción de que haciéndolo podrá contemplar a Dios". Sin embargo, algunos historiadores modernos han señalado la carencia de referencias religiosas en Lessons, particularmente en contraste con Hymns, declarando que el primero es laico.
Una temática importante en Lessons es la limitación del niño, una temática que ha sido interpretada de manera tanto positiva como negativa por los críticos. Mary Jackson ha llamado como el "nuevo niño" del siglo XVIII, a "un niño con un estado sentimental cariñosamente infantil mezclado con la dependencia material y emocional con los adultos" y argumenta que "el nuevo niño raramente toma decisiones reales importantes sin la aprobación de sus padres. En síntesis, el nuevo niño simboliza las virtudes de un individuo sumiso y obediente, con una virtud refinada y la sensibilidad adecuada". Otros historiadores, como Sarah Robbins, han sostenido que Barbauld presenta imágenes de límites solo para ofrecer imágenes de liberación posteriormente en los libros: para Barbauld la educación, según esta interpretación, es un progreso que pasa de las limitaciones a la liberación, representada físicamente por el lento movimiento de Charles del regazo de su madre en la primera escena del primer libro, a sentarse al lado de ella en el principio del siguiente volumen, hasta posicionarse lejos de ella en el comienzo del tercero.

## Recepción y legado

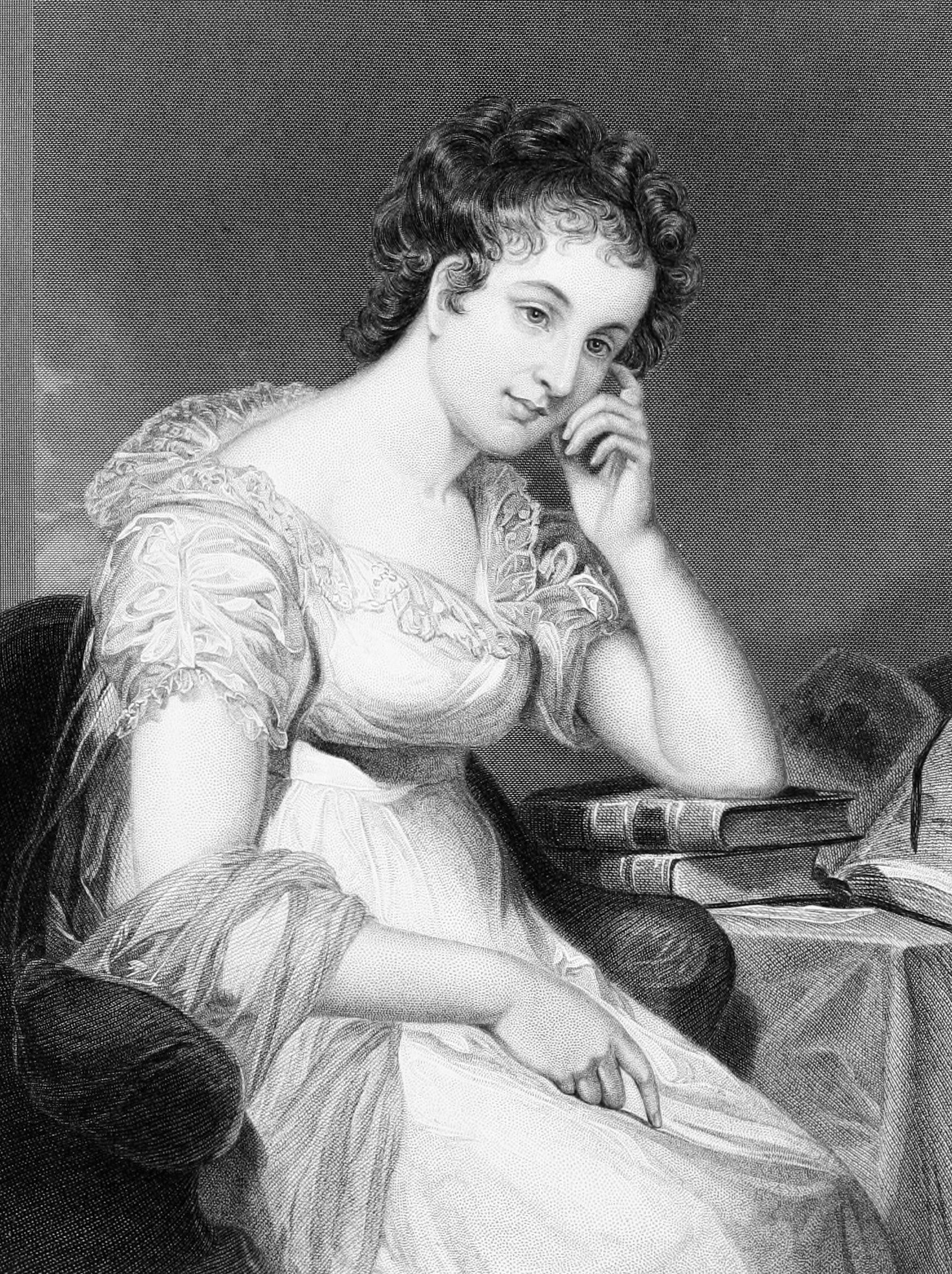
Maria Edgeworth, una de las escritoras de libros infantiles más importantes que se benefició de las innovaciones de Barbauld.

Lessons for Children y otro de los libros infantiles de Barbauld, Hymns in Prose for Children, tuvieron un impacto sin precedentes; no solo influenciaron las poesías de William Wordsworth y de William Blake, particularmente Songs of Innocence and Experience (1789–94), sino que también fueron utilizados en la enseñanza de los niños tanto en Gran Bretaña como en los Estados Unidos. Los textos fueron utilizados para perpetuar el ideal de la maternidad republicana en los Estados Unidos durante el siglo XIX, en particular la noción de la madre como la educadora de la nación. La escritora de libros para niños y crítica británica Charlotte Yonge escribió en 1869 que los libros les habían enseñado a leer a "tres cuartas partes de la población de las últimas tres generaciones". La poetisa Elizabeth Barrett Browning todavía podía recitar el comienzo de Lessons a los treinta y nueve años de edad.
Los escritores de todos los géneros reconocieron inmediatamente la naturaleza revolucionaria de los libros de Barbauld. Después de conocerla, el famoso novelista del siglo XVIII Frances Burney la describió a ella y a sus libros:

La autora de los libros más útiles, además de los de la Sra. Trimmer, que hayan sido escrito jamás para nuestros queridos niños; aunque probablemente para el mundo esto es un mérito muy secundario, sus bellos poemas, y particularmente sus canciones, han sido generalmente valoradas. Muchos más escritores han realizado su trabajo tan bien como ella, y unos cuantos aún mejor; en lo que respecta a libros infantiles ella marcó el camino, que desde entonces ha sido bien cultivado, con maravillosa información de gran utilidad para los padres.

Barbauld creía que sus escritos eran nobles y alentó a otros a seguir sus pasos. Como explica su biógrafa Betsy Rodgers: "le dio prestigio a la escritura de literatura juvenil, y sin bajar su nivel en los libros para niños, inspiró a otros autores a escribir en un nivel similar". En efecto, gracias a Barbauld, Sarah Trimmer y Hannah More lograron escribir libros para niños de bajos recursos y organizar un movimiento de escuelas dominicales en gran escala. Ann y Jane Taylor comenzaron a escribir poesías para niños, siendo la más famosa de ellas "Twinkle, Twinkle, Little Star". Ellenor Fenn escribió y diseñó una serie de libros y juegos para los niños de clase media, incluyendo su obra Cobwebs to Catch Flies (1784). Richard Lovell Edgeworth comenzó uno de los primeros estudios sistemáticos de la infancia que podría terminar no solo en un tratado educativo coescrito junto a Maria Edgeworth titulado Practical Education (1798), sino también en un gran número de historias para niños escritas por Maria, comenzando con The Parent's Assistant (1798). Thomas Day originalmente comenzó su obra The History of Sandford and Merton (1783–89) para la colección de Edgeworth, pero su longitud obligó a que se publicasen en forma separada.
En la segunda mitad de la década de 1790, Barbauld y su hermano, el médico John Aikin, escribieron una segunda serie de libros, Evenings at Home, destinada a los lectores más avanzados, de ocho a doce años de edad. Aunque no fue tan influyente, también fue muy popular y permaneció en la imprenta durante décadas. Lessons fue reimpreso, traducido, distribuido ilegalmente, e imitado hasta el siglo XX; según Myers, ayudó a fundar una tradición femenina de escritura educativa.

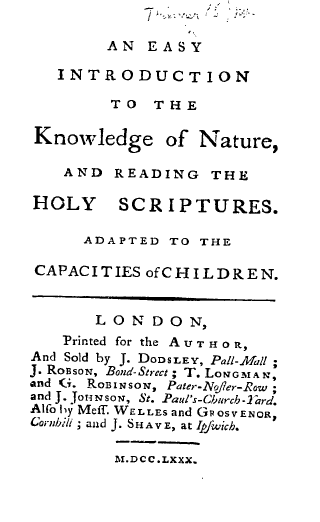
Primera página de An Easy Introduction to the Knowledge of Nature (1780) de Sarah Trimmer, el cual destaca la influencia de Barbauld en su prólogo.

Mientras que Day, por ejemplo, ha sido proclamado como un innovador educativo, Barbauld ha sido descrita mediante las palabras poco compasivas de sus detractores. El político Charles James Fox y el escritor y crítico Samuel Johnson ridiculizaron los libros infantiles de Barbauld, creyendo que estaba desperdiciando su talento para la poesía. En su obra Life of Johnson (1791), James Boswell incluyó los pensamientos de Johnson:

Querer volver sabios a los niños prematuramente es una labor inútil. Se espera demasiado de la precocidad, y se lleva a cabo muy poco. [Barbauld] se encontraba en un momento crucial en su vida, pero ¿en qué terminó? Casándose con un párroco presbiteriano, quien tiene una escuela para niños, por lo que todo su trabajo ahora es decirles a los niños 'Esto es un gato, esto es un perro, con cuatro patas y una cola; ¡mira allí! Eres mucho mejor que un perro o un gato, porque puedes hablar.'

Barbauld había publicado un exitoso libro de poesía en 1773 que Johnson había admirado; sin embargo, calificó su cambio a la literatura infantil como un retroceso. Las críticas más condenatorias y duras, sin embargo, provinieron del ensayista del Romanticismo Charles Lamb, precisamente en una carta al poeta Samuel Taylor Coleridge. Los dichos de Lamb fueron utilizados por los escritores e historiadores para condenar a Barbauld y a otros escritores educativos del siglo. Como argumenta Myers:

[Lamb] expresa una forma de pensamiento sobre los niños, la educación y la literatura que ha sido institucionalizada en las descripciones históricas y en la práctica al dar clase: el privilegio de la imaginación y su separación de todo lo que había sido previamente enseñado en literatura; la binaria oposición de las formas científicas y empiristas del conocimiento y la intuición; incluso la estructura de los ministerios ingleses modernos, con la literatura dominada por los hombres y el aprendizaje de lectura y escritura, ejercido principalmente por mujeres.

Fue en la década de 1990 y de 2000 cuando a Barbauld y a otras escritoras especializadas en educación se les reconoció su lugar en la historia de la literatura infantil e, incluso, en la historia de la literatura misma. Como señala Myers, "la escritora como maestra no ha capturado la imaginación de los historiadores feministas", y las obras infantiles de Barbauld son usualmente criticadas en "los apartados de los estudios sobre la literatura infantil, por lo general deplorados por su pernicioso efecto en la construcción cultural emergente de la infancia romántica, o en los márgenes como comentarios sobre las obras del Romanticismo escritas por hombres, una inspiración menor para Blake o tal vez Wordsworth". Los escritores del Romanticismo no exploraban los géneros didácticos que ilustraron el progreso educativo; como explica Myers, sus obras presentan "una nostalgia por la juventud perdida y una valorización dominante de la sabiduría juvenil instintiva", la cual no fue compartida por las escritoras de la época.
Los historiadores han comenzado recientemente a investigar las complejidades de Lessons; McCarthy, por ejemplo, ha notado las similitudes entre la obra y The Wasteland, de T. S. Eliot The Wasteland que aún deben verificarse:
| Lessons for Children                                                                                               |  | The Wasteland |
| --- |  | --- |
| Vamos, déjanos ir a casa, ya es tarde. Veamos qué tan alta es mi sombra. Es como un gigante negro que me persigue. |  | (Ven bajo la sombra de esta roca roja), Y te mostraré algo diferente de Tu sombra que por la mañana te acecha O tu sombra que por la noche viene a tu encuentro. (líneas 53–54) |